# Trop (filosofia)
Trops són els arguments lògics donats pels filòsofs escèptics en contra de la possibilitat d'obtenir coneixements certs. La paraula trop prové del grec τρέπω (trepa), que significa canviar, alterar.
Sext Empíric, en Πυρρωνείαι ὑποτυπώσεις (pyrrhoneíai hypotypôseis); Esbós de l'Escepticisme pirronià, defineix els trops com un dels deu arguments escèptics per refutar dogmatismes.